# Автомат Калашникова модернізований
7,62-мм Автомат Калашникова модернізований (АКМ, Індекс ГРАУ — 6П1) — автомат, прийнятий на озброєння в 1959 році замість автомата АК і є його подальшим розвитком. Крім СРСР випускався також в НДР під назвою MPi-KM.

## Відмінності від АК
Основні відмінності АКМ від попередника:
- збільшена прицільна дальність стрільби (з 800 м до 1000 м);
- нова штампована ствольна коробка, завдяки чому зменшена маса автомата;
- піднятий вгору приклад, що наблизило точку упору до лінії стрільби;
- доданий сповільнювач спрацьовування курка, що дозволяє рамі затвора стабілізуватися в крайньому передньому положенні перед черговим пострілом для підвищення стійкості автомата і збільшення купчастості бою;
- підвищена стійкість в горизонтальній площині за рахунок перенесення точки удару затворної рами в передньому положенні з правої сторони на ліву.[3]
- дуловий компенсатор, який збільшив точність стрільби з нестійких положень (на ходу, стоячи, з коліна). Замість нього на різьблення можна встановити ПБС або насадку для стрільби холостими патронами;
- введений короткий (клинок 150 мм) багнет-ніж, що знімається, який мав швидше господарсько-побутове, ніж бойове призначення. Замість другого леза він отримав пилку, а в поєднанні з піхвами міг використовуватися для перерізання загороджень з колючого дроту[1].

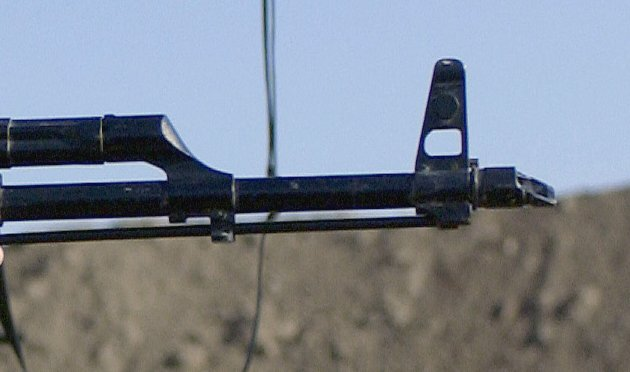
Дуловий компенсатор АКМ.
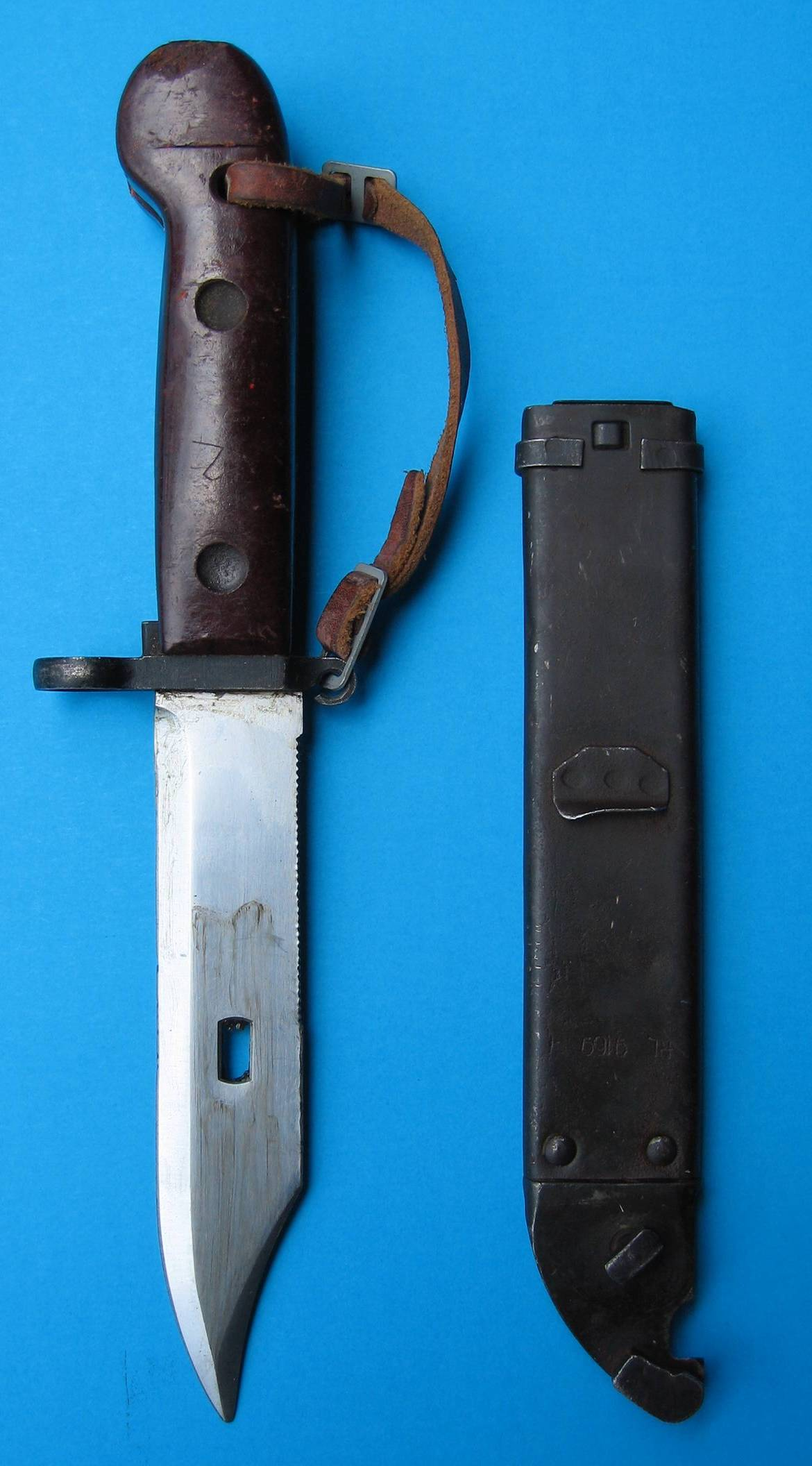
Багнет-ніж до АКМ, з пилкою на обуху.

## Варіанти
- АКМС (Індекс ГРАУ — 6П4) — варіант АКМ зі складаним прикладом. Система кріплення приклада була змінена замість АКС (складався вниз-вперед, під ствольну коробку). Модифікація розроблена спеціально для десантників.
- АКМСУ — назва присвоєна автомату який містив в собі риси АКС 74У та АКМ. Довгий час вважався рідкісним автоматом радянського виробництва, але фактично це кустарно зібраний в Пакистані екземпляр з деталей радянського і китайського автоматів з елементами оригінальної конструкції.
- АКМН (6П1Н) — варіант з нічним прицілом.
  - АКМСН (6П4Н) — модифікація АКМ-Н зі складаним металевим прикладом.
  - АКМЛ — модифікація АКМ на якому встановлювалися: щілиноподібний полум'ягасник замість штатного компенсатора АКМ (полум'ягасник розроблений спеціально для комплексу «Л» і відрізняється від полум'ягасників СВД і ПК/ПКМ), Прицільна планка форми з кріпленням типу «ластівчин хвіст» для установки прицілів НВВ −3 і НСП-3А. Маса стрілецького комплексу АКМ-Л з прицілом і без патронів — 6255 г. існує модифікація зі складаним прикладом.
- АК-103 — Розроблений в 1990-х роках. Були внесені зміни, які були також раніше внесені при виробництві АК-74М. Автомат виконаний із складаним прикладом. У конструкції застосовані сучасні матеріали. Приклад, магазин, цівка, ствольна накладка і пістолетна рукоятка виготовлені з пластмаси і мають високу ударостійкість і стійкістю до зовнішніх впливів. На автоматах є бічна планка для установки оптичних і нічних прицілів. На АК-103 передбачені посадочні місця для приєднання 40-мм підствольного гранатомета або багнета-ножа. Дулове гальмо забезпечує високу купчастість автоматичної стрільби за рахунок зменшення відведення автомата від точки прицілювання і зниження енергії віддачі при пострілі. Має калібр 7,62×39 мм, аналогічний АКМ.[4]
- MPi-KM (нім. Mashinenpistole-Kalaschnikow modernisiert) — точна копія радянського АКМ. Випускався в двох варіантах[5].

## Характеристики
Дальність прямого пострілу з АКМ:
- по грудній фігурі — 350 м,
- по фігурі що біжить — 525 м.

Зосереджений вогонь ведеться на відстані:
- по наземних цілях — до 800 м,
- по повітряних цілях — до 500 м.

Бойова скорострільність становить:
- при стрільбі одиночними — до 40 пострілів на хвилину,
- при стрільбі чергами — до 100 пострілів на хвилину.

Куля зберігає свою забійну дію на відстані до 1500 м. Дулова енергія кулі — 2030 Дж.
Вимоги нормального бою для АКМ:
- всі чотири пробоїни вміщаються в коло діаметром 15 см;
- середня точка влучення відхиляється від контрольної точки не більше ніж на 5 см в будь-якому напрямку.

Перевірка бою здійснюється стрільбою поодинокими по перевірочній мішені або чорному прямокутнику висотою 35 см і шириною 25 см, укріпленому на білому щиті висотою 1 м і шириною 0,5 м. Дальність стрільби — 100 м, положення — лежачи з упору, автомат — з компенсатором без багнет-ножа, патрони — з звичайною кулею, приціл — 3.
| Показники сумарного розсіювання куль зі сталевою серцевиною при стрільбі короткими чергами з приведеного до нормального бою АКМ: | Показники сумарного розсіювання куль зі сталевою серцевиною при стрільбі короткими чергами з приведеного до нормального бою АКМ: | Показники сумарного розсіювання куль зі сталевою серцевиною при стрільбі короткими чергами з приведеного до нормального бою АКМ: | Показники сумарного розсіювання куль зі сталевою серцевиною при стрільбі короткими чергами з приведеного до нормального бою АКМ: | Показники сумарного розсіювання куль зі сталевою серцевиною при стрільбі короткими чергами з приведеного до нормального бою АКМ: | Показники сумарного розсіювання куль зі сталевою серцевиною при стрільбі короткими чергами з приведеного до нормального бою АКМ: |
| --- | --- | --- | --- | --- | --- |
| Відстань стрільби, м | Серединні відхилення по висоті, см                                                                                               | Серединні відхилення по ширині, см                                                                                               | Серцевинні смуги по висоті, см                                                                                                   | Серцевинні смуги по ширині, см                                                                                                   | Енергія кулі, Дж |
| 100 | 8 | 11 | 24 | 34 | 1540 |
| 200 | 15 | 22 | 4б | 68 | 1147 |
| 300 | 23 | 33 | 70 | 101 | 843 |
| 400 | 31 | 44 | 95 | 135 | 618 |
| 500 | 39 | 56 | 119 | 171 | 461 |
| 600 | 47 | 67 | 144 | 205 | 363 |
| 700 | 55 | 78 | 169 | 239 | 314 |
| 800 | 64 | 90 | 196 | 275 | 284 |

Де серединне відхилення — половина ширини центральної смуги розсіювання, що вміщає 50 % всіх влучень, а серцевинна смуга — смуга розсіювання, що містить 70 % влучень. Сумарне відхилення включає в себе відхилення куль і середніх точок попадання.
Завдяки застосованим поліпшенням зменшилось розсіювання по висоті влучень в порівнянні з АК. Наприклад, сумарні серединні відхилення на відстані 800 м (вертикальне і по ширині):
- Автомат Калашникова — 76 і 89 см,[7]
- АКМ — 64 і 90 см[1].
- Ручний кулемет Калашникова — 68 і 67 см.
- Ручний кулемет Дегтярьова — 46 і 43 см[8].
- СКС — 38 і 29 см[9] (для порівняння).

## Будова

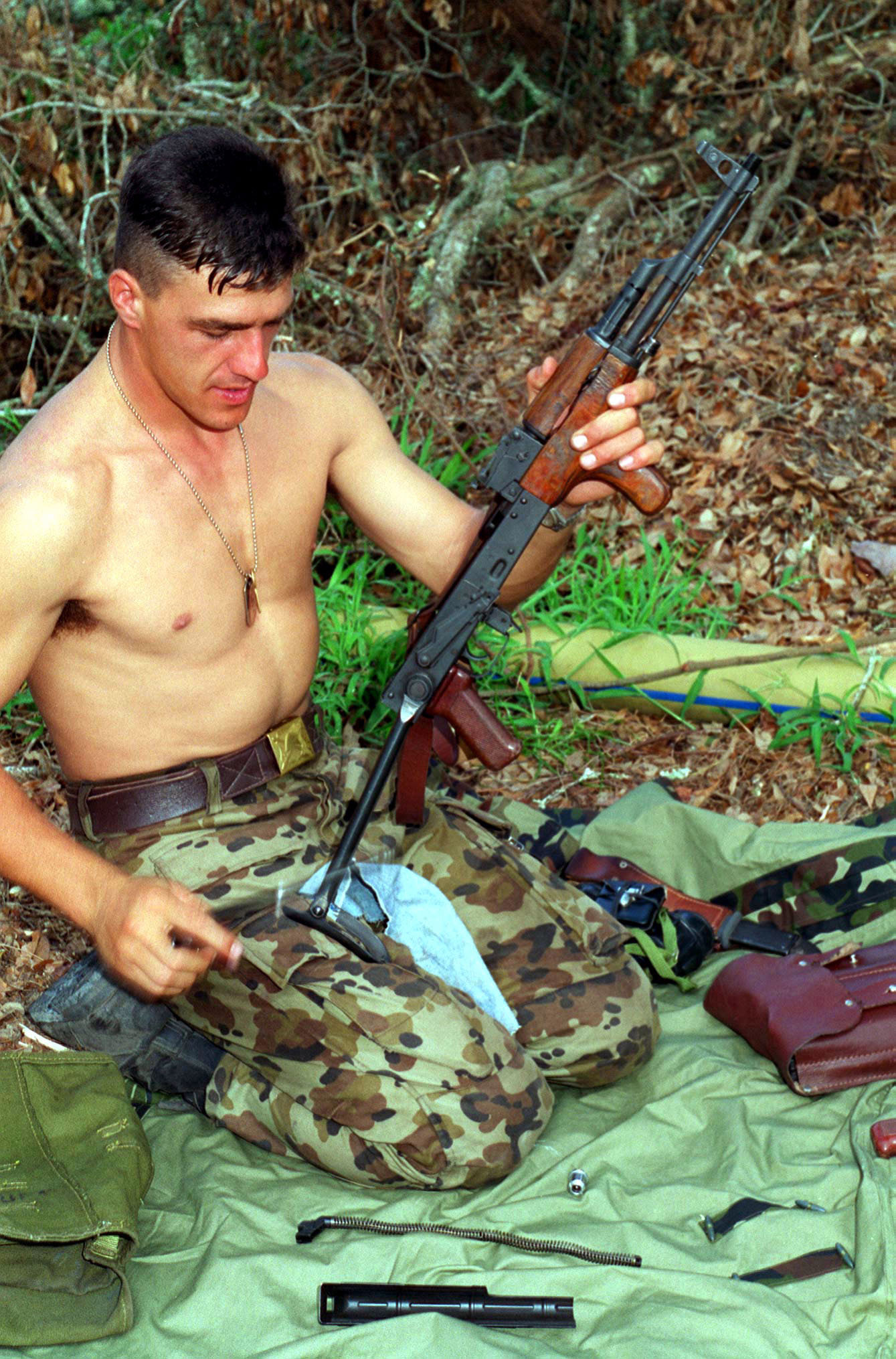
Румунський солдат розбирає для чищення свій PM md. 65 (ліцензійна копія АКМС)

АКМ складається з таких основних частин і механізмів:
- ствол зі ствольною коробкою, прицільним пристосуванням і прикладом;
- компенсатор (в моделях з 60-х років XX століття)[2];
- кришка ствольної коробки;
- затворна рама з газовим поршнем;
- затвор;
- повертальний механізм;
- газова трубка зі ствольною накладкою;
- ударно-спусковий механізм;
- цівка;
- магазин;
- багнет-ніж.

У комплект АКМ входять: приналежність (шомпол, протирка, йоржик, викрутка, виколотка, шпилька, пенал і маслянка), ремінь і сумка для перенесення магазинів. У комплект АКМС додатково входить чохол для автомата з кишенею для магазина.

### Прицільне пристосування
Прицільне пристосування АКМ складається з мушки і прицілу, який складається з колодки прицілу, пластинчастої пружини, прицільної планки й хомутика. На прицільній планці нанесена шкала з розподілам від 1 до 10 (дальність стрільби в сотнях метрів) і буквою «П» (постійна установка прицілу, що відповідає прицілу 3).
До автоматів пізніших випусків додається пристосування для стрільби вночі (самосвітна насадка), що складається з відкидного цілика з широким прорізом (встановлюється на прицільній планці) і широкої мушки (надівається на мушку зброї зверху), на які нанесені світні́ крапки. Дане пристосування не відділяється в процесі експлуатації — при стрільбі вдень мушка і цілик відкидаються вниз, не заважаючи користуватися стандартними прицільними пристосуваннями.

## Принцип дії автоматики
Робота автоматики АКМ заснована на використанні енергії порохових газів, що відводяться з каналу ствола. При пострілі частина порохових газів, що виштовхують кулю, прямує через отвір у стінці ствола в газову камеру, тисне на передню стінку газового поршня, відкидаючи поршень і затворну раму із затвором у заднє положення. Затвор відкриває канал ствола, тиск порохових газів витягає з патронника гільзу й викидає її назовні. Затворна рама стискає зворотну пружину і ставить курок на взвод автоспуску.
Під дією зворотного механізму рама затвора із затвором повертаються в переднє положення. Затвор досилає новий патрон в патронник і закриває канал ствола. Затворна рама виводить шептало автоспуску з-під взводу автоспуску курка.
Замикання затвора здійснюється поворотом вправо і, як наслідок, заходженням його бойових виступів за бойові упори ствольної коробки.

## Набої
Стрільба з АКМ ведеться патронами зразка 1943 року (7,62×39 мм) з такими типами куль:
- звичайна зі сталевою серцевиною призначена для ураження живої сили противника, розташованого відкрито або за перешкодами, що можна пробити кулею. Оболонка — сталева покрита томпаком, серцевина — сталева, між оболонкою і серцевиною — свинцева сорочка. Не має розпізнавального забарвлення.
- трасувальна призначена для вказання цілей і коректування вогню на відстанях до 800 м, а також ураження живої сили противника. Серцевина складається зі сплаву свинцю з сурмою, за ним знаходиться стаканчик з запресованим трасувальним складом. Колір кулі — зелений.
- бронебійно-запальна призначена для запалювання горючих рідин, а також ураження живої сили, яка знаходиться за легкоброньованими укриттями на відстанях до 300 м. Оболонка — з томпаковим наконечником, серцевина — сталева зі свинцевою сорочкою. За серцевиною в свинцевому піддоні знаходиться запальний склад. Колір головної частини — чорний з червоним паском.
- «'зменшеної швидкості»' призначена для ведення безшумної стрільби по живій силі, на відстань: 300—400 м використовується тільки з «ПБС» (прилад безшумної стрільби) Куля «ЗШ» має дві серцевини, передня сталева і друга з свинцю. Колір головної частини: чорний з зеленим паском.

## Збирання/розбирання

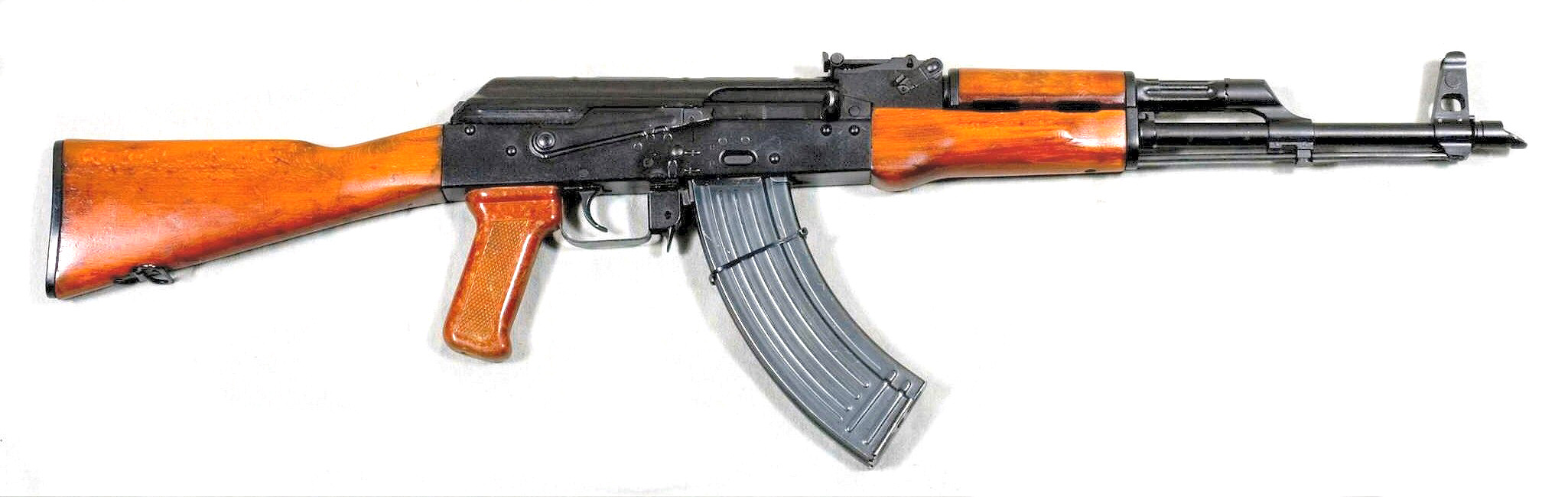

Неповне розбирання автомата проводиться для чищення, змащення й огляду в такому порядку:
1. відокремлення магазина і перевірка відсутності набою в набійннику;
2. витягнення пенала з приналежністю (у АКМ — з приклада, у АКМС — з кишені сумки для ріжків);
3. відокремлення шомпола;
4. відокремлення кришки ствольної коробки;
5. відокремлення поворотного механізму;
6. відокремлення затворної рами із затвором;
7. відокремлення затвора від затворної рами;
8. відокремлення газової трубки зі ствольною накладкою.

Збирання після неповного розбирання проводиться в зворотному порядку.
Повне розбирання проводиться для чищення при сильному забрудненні, після знаходження автомата під дощем або в снігу, при переході на нове змащення або ремонті в такому порядку:
1. неповне розбирання;
2. розбирання магазина;
3. розбирання поворотного механізму;
4. розбирання затвора;
5. розбирання ударно-спускового механізму;
6. відокремлення цівки.

Збирання після повного розбирання проводиться в зворотному порядку.
Влітку (при температурі вище 5 °C) необхідно використовувати збройове мастило і РЧС (розчин чищення стволів від нагару), а взимку (від +5 °C до −50 °C) — рідке збройове мастило (для змащування і очищення від нагару), ретельно видаливши (промивши всі металеві частини в рідкого рушничного мастила і витерши їх чистою ганчіркою) перед цим літнє мастило. Для зберігання на складі протягом тривалого часу автомат змащується рідким рушничним мастилом, загортається в один шар інгібітованого, а потім в один шар парафінованого паперу.

## Оператори
| - Албанія - Алжир - Ангола - Азербайджан - Вірменія - Бангладеш - Білорусь - Бенін - Боснія і Герцеговина - Ботсвана - Болгарія - НДР Випускалися клони MPi-KM та їх варіанти, після об'єднання прийняті на озброєння Бундесверу як зброя обмеженого стандарту. - Камбоджа - Кабо-Верде - Центральноафриканська Республіка - Чад - Коморські Острови - Республіка Конго - Куба - ДР Конго - Єгипет : автомати Misr місцевого виробництва, які є копіями АКМ, використовуються єгипетською армією і продаються на експорт. - Екваторіальна Гвінея - Еритрея - Естонія: знаходиться в обмеженому використанні армією і поліцією, замінений на АК74. - Фінляндія: використовуються як імпортні клони (наприклад, китайський Type 56 під позначенням RK 56 TP і східнонімецький MPi-KM під позначенням RK 72) разом з власними розробками на базі АКМ (Rk 62). - Габон - Грузія - Гвінея - Гвінея-Бісау - Гаяна - Угорщина: копії АКМ і АКМС під позначеннями AK-63 і AK-63D випускалися компанією FÉG. - Індія - Іран - Ірак - Ізраїль - Казахстан - Лаос | - Латвія - Лесото - Ліберія - Лівія - Литва - Мадагаскар - Малі - Молдова - Монголія - Марокко - Мозамбік - Північна Корея: варіант Type 68. - Пакистан: варіант Type 56. - Перу - Польща - Катар - Північна Македонія - Румунія - СРСР/ Росія: знаходяться в обмеженому використанні, з середини 1970-х замінюються на АК-74. - Сан-Томе і Принсіпі - Сейшельські Острови - Сьєрра-Леоне - Словенія - Сомалі - Судан - Суринам - Сирія - Таджикистан - Танзанія - Того - Туреччина - Туркменістан - Україна - ОАЕ - Узбекистан - В'єтнам - Ємен - Югославія: кілька варіантів АКМ випускалося компанією «Застава Оружје». - Замбія - Зімбабве |

## Зображення
АКМ на виставці Іжмаша «Збройна кузня Росії»:

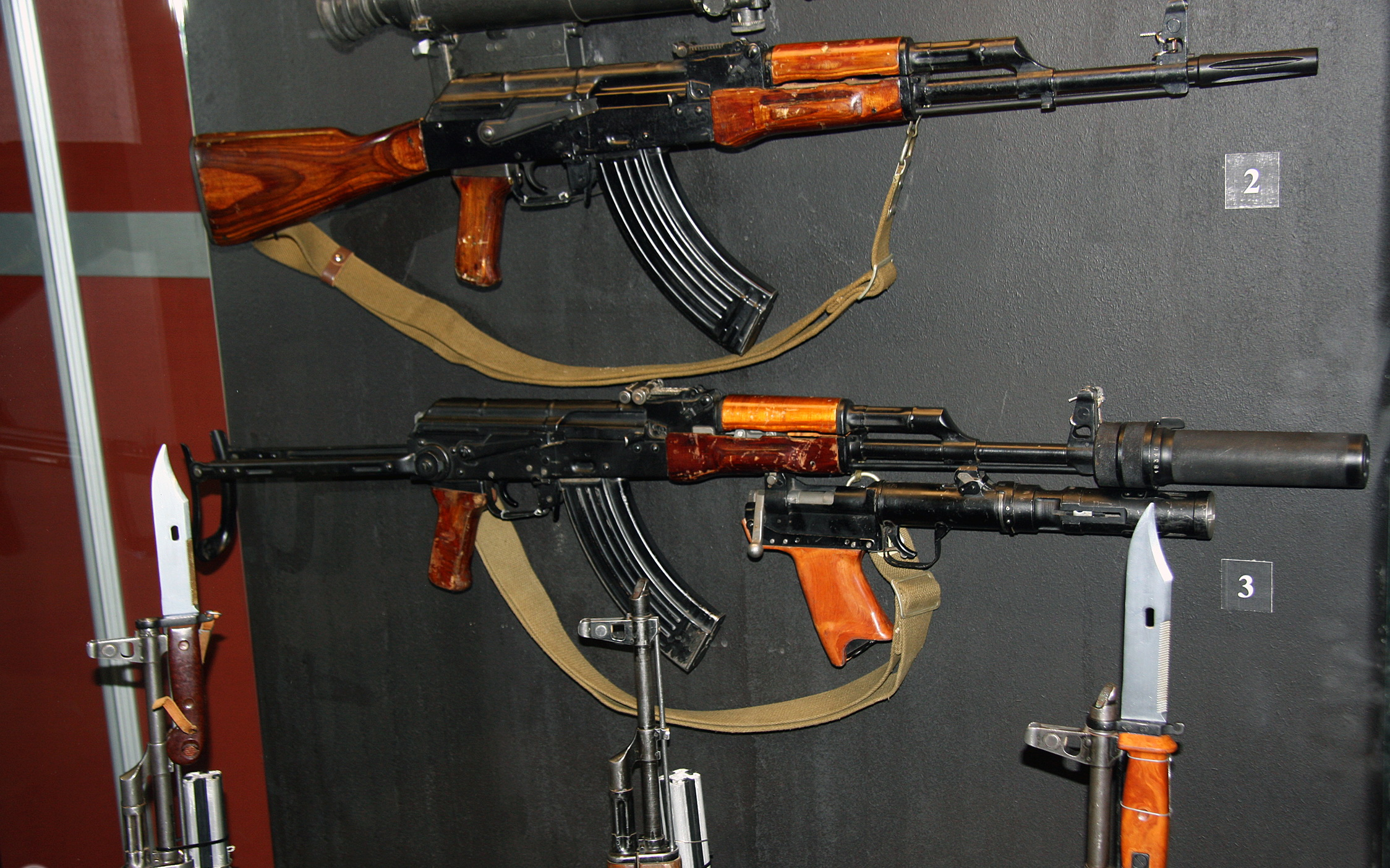
Автоматно-гранатометний комплекс «Тиша» на базі АКМ
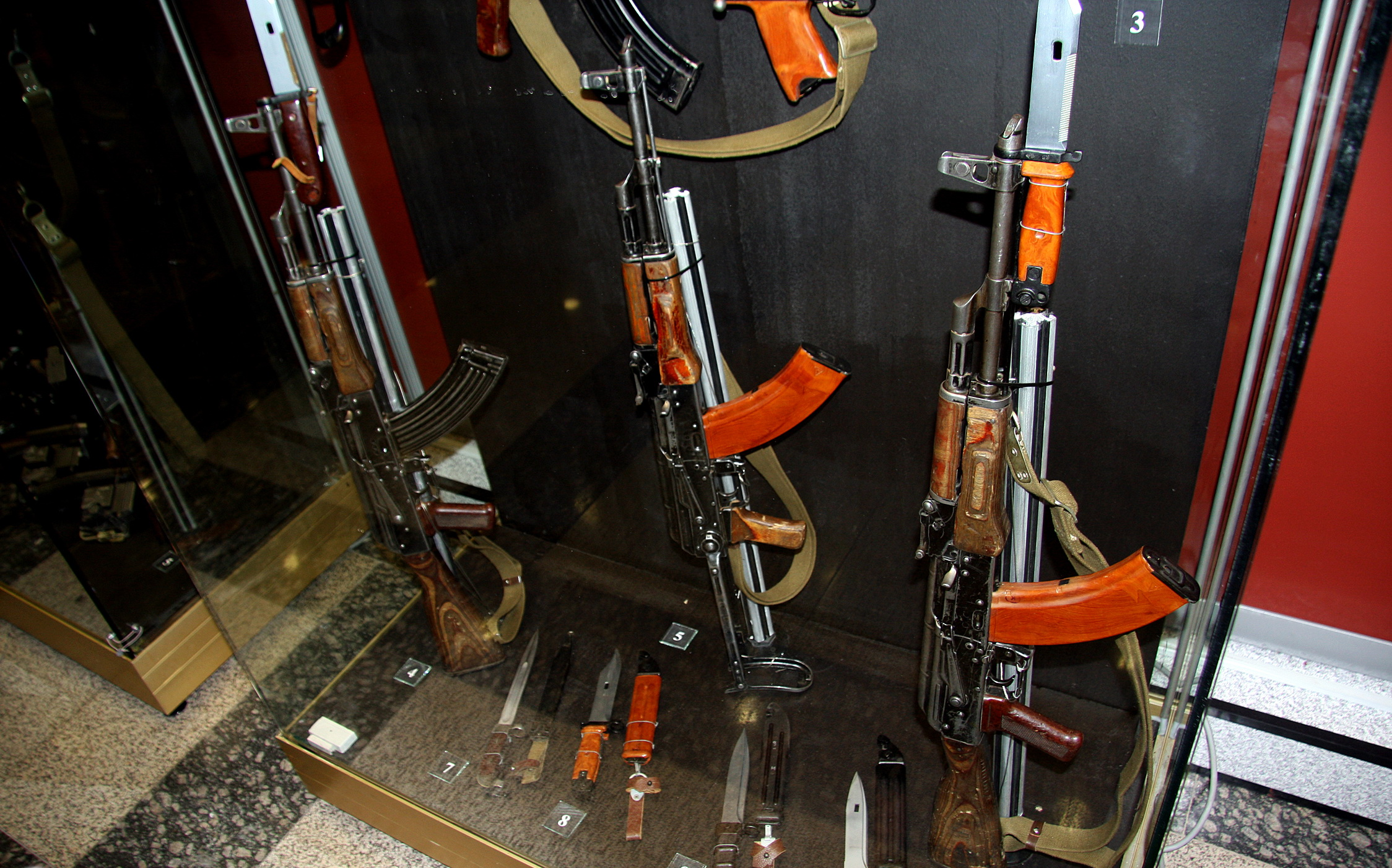
АКМ
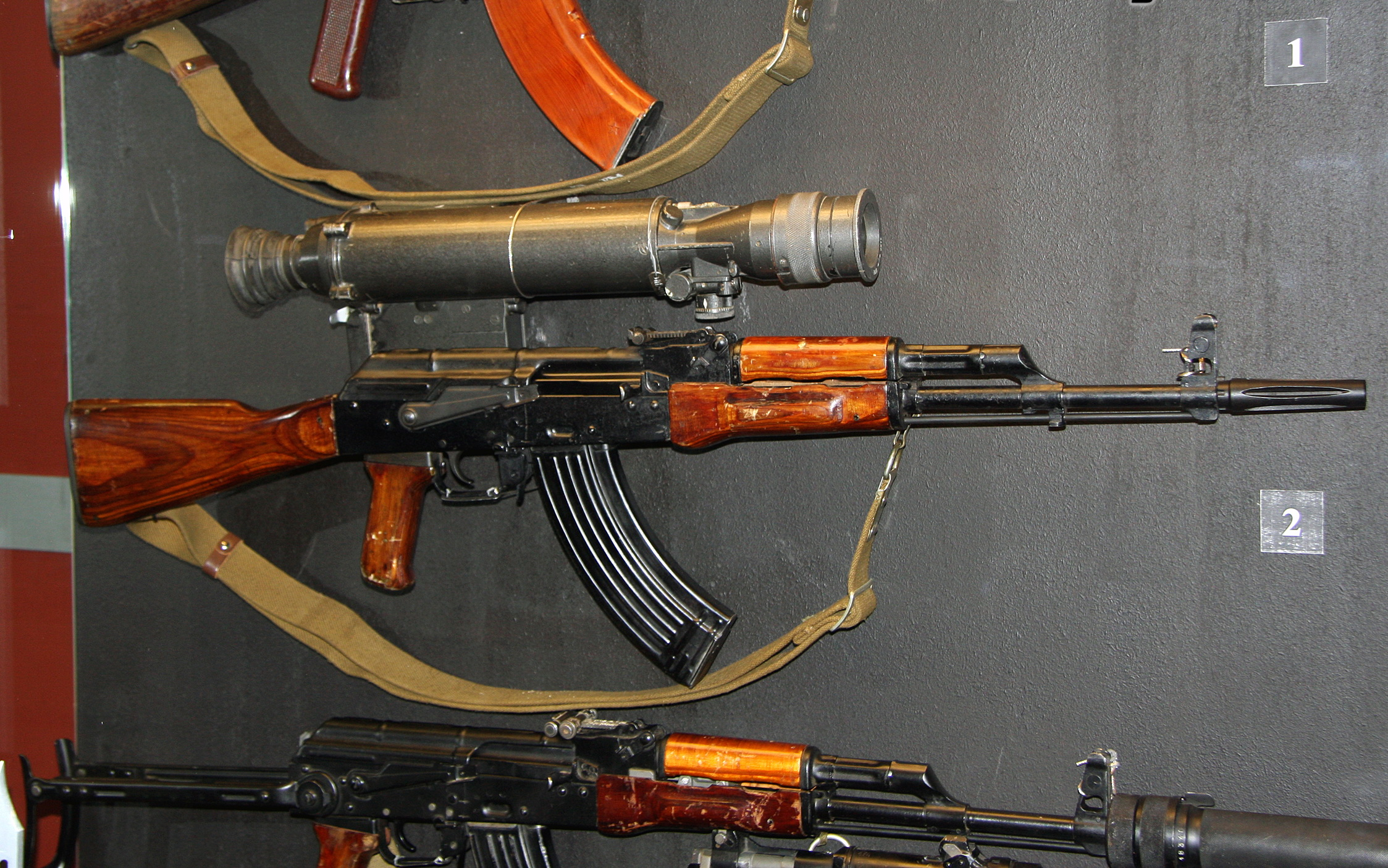
АКМЛ з НПС-3